# Celná (usedlost)
Celná je zaniklá usedlost v Praze 5-Smíchově v ulici Hořejší nábřeží. Je po ní pojmenovaná ulice Na Celné.

## Historie
Usedlost stála na samotě na břehu Vltavy a sloužila jako celnice. Ještě před dostavbou Palackého mostu u ní býval přívoz nazývaný Aufenfeldův, který roku 1878 koupila pražská obec. V 80. letech 19. století vlastnil usedlost Jan Sepper; nedlouho poté zanikla.